# Roger Moens (atleet)
Roger Moens (Erembodegem, 26 april 1930) is een voormalige Belgische sprinter en middellangeafstandsloper, die gespecialiseerd was in de 400 m en de 800 m. In deze disciplines behaalde hij vele prijzen. Zo werd hij veertien maal Belgisch kampioen, verbeterde het wereldrecord en vertegenwoordigde België tweemaal op de Olympische Spelen, waarbij hij eenmaal een zilveren medaille veroverde.

## Biografie
Moens behaalde het diploma van licentiaat in de criminologie. Later was hij werkzaam bij de Belgisch gerechtelijke politie tussen 1984 en 1995. Hij bracht het tot commissaris-generaal en hoofd van de Belgische tak van Interpol. Ook gaf hij jarenlang atletiekcommentaar voor de toenmalige BRT-televisie.

### Wereldrecord
Roger Moens legde zich aanvankelijk toe op de 400 meter, de afstand waarop hij in 1952 zonder veel succes succes debuteerde op de Olympische Spelen. Als tweeëntwintigjarige besloot hij dan over te stappen naar de 800 m.
Op 3 augustus 1955 verbeterde Moens in het Bislett Stadion in Oslo het zestien jaar oude wereldrecord op de 800 m en bracht het op 1.45,7. Voor die prestatie kreeg hij dat jaar de Nationale trofee voor sportverdienste. Zijn record zou zeven jaar lang standhouden, tot het in 1962 door de Nieuw-Zeelander Peter Snell werd verbeterd. Als Belgisch record werd het pas in 1975 verbeterd door Ivo Van Damme. Moens verbeterde op 8 augustus 1956 samen met zijn landgenoten Ballieux, Langenus en Leva ook het wereldrecord op de 4 x 800 m estafette met een tijd van 7.15,8 (thans 7.02,43).
Toch ging hij dat jaar niet naar de Olympische Spelen van Melbourne, die in november plaatsvonden. In zijn voorbereiding op een atletiekinterland was hij op een tennisveld tegen een paaltje aangelopen, waarbij hij zich lelijk blesseerde. Moens, die als wereldrecordhouder favoriet was voor de olympische titel, noemde dit later het grootste drama uit zijn sportcarrière.

### Nederlaag op de Olympische Spelen
Voorafgaand aan de Olympische Spelen van 1960 in Rome had Roger Moens veel zelfvertrouwen. 'Wie mij wil kloppen, moet heel sterk zijn.' Met die woorden maakte de Belgische politieman zich op voor de finale van de 800 m. Toch werd hij hierin 'slechts' tweede, achter de op dat moment nog onbekende Nieuw-Zeelander Peter Snell. Op het laatste rechte eind tot net voor de eindmeet lag Moens voorop, maar terwijl hij uitsluitend naar rechts over zijn schouder keek om een eventuele aanval op te kunnen vangen, zag hij niet dat Peter Snell hem langs links inhaalde. Vijftien meter voor de finish kwam Snell naast de verkrampende Belg en klopte hem op de streep. Hierdoor moest Moens genoegen nemen met het zilver. Direct na de finish stortte hij zich in het gras en bleef daar, met het hoofd in de handen, vele minuten liggen. Zijn carrière zou niet de glorieuze afsluiting krijgen die hij zich had gedacht. Jaren nadien zei hij hierover, toen hem gevraagd werd of de finale in Rome hem nog achtervolgde: "Ach, het heeft geen zin om achterom te kijken".

## Trivia
- Hij eindigde op nr. 613 tijdens de Vlaamse versie van De Grootste Belg (2005), buiten de officiële nominatielijst.
- Het commentaar met uitgedrukte verbazing bij de, ook op de Nederlandse televisie, vaak herhaalde beelden van de olympische zege met wereldrecord van Bob Beamon in 1968 is van Roger Moens.[5][6]

## Belgische kampioenschappen
| Onderdeel | Jaar                                           |
| --------- | ---------------------------------------------- |
| 400 m     | 1952, 1953, 1954, 1955, 1956, 1957             |
| 800 m     | 1953, 1954, 1955, 1956, 1957, 1959, 1960, 1961 |

## Persoonlijke records
Outdoor
| Onderdeel | Prestatie      | Datum            | Plaats    |
| --------- | -------------- | ---------------- | --------- |
| 400 m     | 47,3           | 9 oktober 1955   | Sofia     |
| 800 m     | 1.45,7 (ex-WR) | 3 augustus 1955  | Oslo      |
| 1000 m    | 2.19,2 (ex-NR) | 21 augustus 1959 | Karlstadt |
| 1500 m    | 3.41,4         | 19 juni 1960     | Antwerpen |
| 1 mijl    | 3.58,9 (ex-NR) | 4 september 1957 | Malmö     |

Indoor
| Onderdeel | Prestatie      | Datum            | Plaats   |
| --------- | -------------- | ---------------- | -------- |
| 800 m     | 1.51,8 (ex-NR) | 17 februari 1961 | New York |

## Palmares

### 400 m
- 1952:  BK AC – 48,9 s
- 1952: 3e reeks OS in Helsinki - 48,6 s
- 1953:  BK AC – 48,5 s
- 1954:  BK AC – 48,1 s
- 1955:  BK AC – 48,7 s
- 1955:  Interl. Ned.-België te Den Haag - 48,0 s
- 1956:  BK AC – 48,4 s
- 1957:  Interl. België-Ned. te Antwerpen - 49,2 s
- 1957:  BK AC – 48,2 s

### 800 m
- 1953:  BK AC – 1.55,6
- 1954:  BK AC – 1.47,5
- 1954: 5e EK in Bern - 1.47,8
- 1955:  BK AC – 1.52,5
- 1956:  BK AC – 1.47,3
- 1957:  BK AC – 1.49,6
- 1959:  BK AC – 1.51,6
- 1960:  BK AC – 1.47,0
- 1960:  OS in Rome - 1.46,5
- 1961:  BK AC – 1.49,5

### 4 x 400 m
- 1952: 4e reeks OS in Helsinki - 3.15,8
- 1960: 4e reeks OS in Rome - 3.15,1

## Onderscheiding
- Grote Ereprijs KBAB - 1953
- Nationale trofee voor sportverdienste - 1955
- Gouden Spike - 1956

- Gemeinsame Normdatei: 137719744
- World Athletics: 14358346
- International Standard Name Identifier: 0000 0000 5590 7567
- Nederlandse Thesaurus van Auteursnamen: 305143557
- Virtual International Authority File: 81867509
- WorldCat: E39PBJy8mQBT8JjrDqbrThF9Xd

1928 Louis Crooy en Victor Groenen · 1929 Georges Ronsse · 1930 Hyacinthe Roosen · 1931 René Milhoux en Jules Tacheny · 1933 Jef Scherens · 1934 Union Sint-Gillis · 1935 Arnold de Looz-Corswarem · 1936 Ernest Demuyter · 1937 Joseph Mostert · 1938 Hubert Carton de Wiart · 1939 Henry de Menten de Horne · 1940 Fernande Caroen · 1941 Jan Guilini · 1942 Pol Braekman · 1943 Albert de Ligne · 1944 niet toegekend · 1945 vliegend personeel van de Belgische sectie van de Royal Air Force · 1946 Gaston Reiff · 1947 Micheline Lannoy en Pierre Baugniet · 1948 Etienne Gailly · 1949 Feru Moulin · 1950 Briek Schotte · 1951 Johny Claes en Jacques Ickx · 1952 André Noyelle · 1953 bemanning van het jacht Omoo (zeilsport) · 1954 Adolf Verschueren · 1955 Roger Moens · 1956 Gilberte Thirion · 1957 Jacky Brichant en Philippe Washer · 1958 René Baeten · 1959 Belgische hockeyploeg bij de mannen · 1960 Flory Van Donck · 1961 Rik Van Looy · 1962 Gaston Roelants · 1963 Aureel Vandendriessche · 1964 Joël Robert · 1965 Eerste Jachtwing van de Belgische Luchtmacht · 1966 Raymond Ceulemans · 1967 Ferdinand Bracke en Eddy Merckx · 1968 Jacky Ickx · 1969 Serge Reding · 1970 Freddy Herbrand · 1971 Miel Puttemans · 1972 Karel Lismont · 1973 Roger De Coster · 1974 Paul Van Himst · 1975 Jean-Pierre Burny · 1976 Ivo Van Damme · 1977 Gaston Rahier · 1978 RSC Anderlecht · 1979 Robert Van de Walle · 1980 Belgische voetbalploeg bij de mannen · 1981 Annie Lambrechts · 1982 Ingrid Berghmans · 1983 Eddy Annys · 1984 André Malherbe · 1985 niet toegekend · 1986 William Van Dijck · 1987 Ingrid Lempereur · 1988 Eric Geboers · 1989 Michel Preud'homme · 1990 Jan Ceulemans · 1991 Jean-Michel Saive · 1992 Annelies Bredael · 1993 Vincent Rousseau · 1994 Brigitte Becue · 1995 Frédérik Deburghgraeve · 1996 Johan Museeuw · 1997 Luc Van Lierde · 1998 Ulla Werbrouck · 1999 Gella Vandecaveye · 2000 Joël Smets · 2001 Kim Clijsters en Justine Henin · 2002 Marc Wilmots · 2003 Stefan Everts · 2004 Axel Merckx · 2005 Tom Boonen · 2006 Kim Gevaert en Tia Hellebaut · 2007 4x100m-estafetteploeg voor vrouwen · 2008 niet toegekend · 2009 Philippe Gilbert · 2010 Philippe Le Jeune · 2011 Kevin Borlée · 2012 Evi Van Acker · 2013 Frederik Van Lierde · 2014 Daniel Van Buyten · 2015 4x400m-estafetteploeg voor mannen · 2016 Nafissatou Thiam · 2017 David Goffin · 2018 Nina Derwael · 2019 Belgische hockeyploeg bij de mannen · 2020 Wout van Aert · 2021 Bashir Abdi · 2022 Remco Evenepoel · 2023 Bart Swings · 2024 Lotte Kopecky